# Ivanka (Vorname)
Ivanka ist als weiblicher Vorname die Koseform des Namens Ivana. 

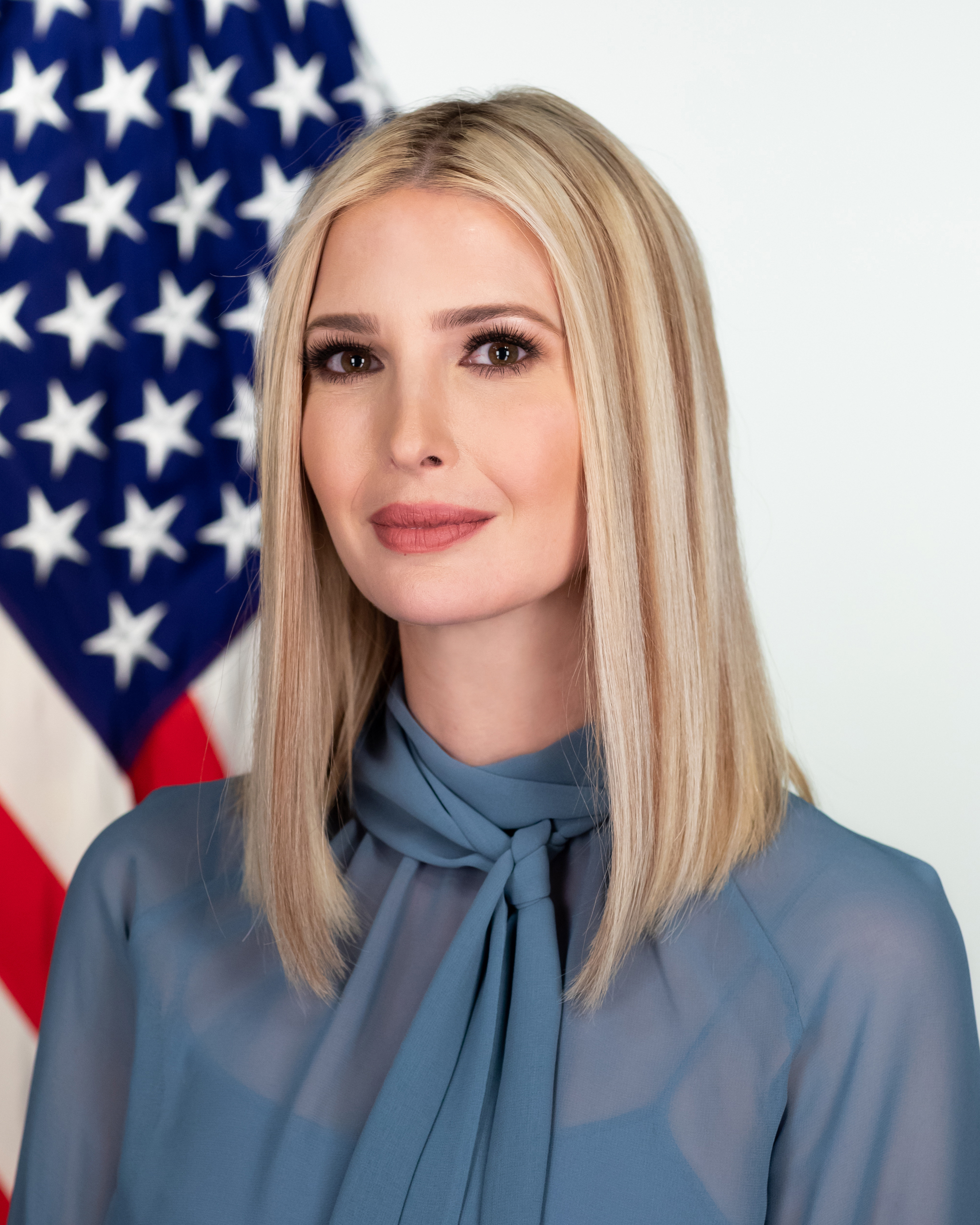
Ivanka Trump, 2020

## Namensträgerinnen
- Ivanka Brekalo (* 1981), kroatische Schauspielerin
- Iwanka Christowa (1941–2022), bulgarische Kugelstoßerin und Olympiasiegerin
- Ivanka Perić (* 1970), kroatische Fußballspielerin
- Ivanka Trump (* 1981), ehemalige US-amerikanische Unternehmerin und ehemaliges Model